# Cot Seukee
Cot Seukee is een bestuurslaag in het regentschap Pidie van de provincie Atjeh, Indonesië. Cot Seukee telt 203 inwoners (volkstelling 2010).